# Evergreen (Zona crepusculară)
Evergreen  (titlu original: Evergreen ) este primul episod al serialului Zona crepusculară din 2002. A avut premiera la 18 septembrie 2002 în rețeaua UPN. Este regizat de Allan Kroeker după un scenariu de Jill Blotevogel.

## Introducere
„ Ei sunt familia Winslow: o familie în căutarea unei modalități de a-și controla fiicele cu probleme. Dorința lor de a trece orice barieră îi va duce către o comunitate închisă a cărei adresă poate fi găsită doar în Zona Crepusculară.”

## Prezentare
Jenna este o adolescentă rebelă. În încercarea de a-și controla fiica, familia lui Jenna decide să se mute într-o comunitate închisă și exclusivistă, Evergreen Estates, loc despre care părinții ei cred că o va ajuta să se schimbe în bine.
După ce a ajuns în Evergreen, Jenna și familia sa încep să despacheteze bagajele. În timp ce Jenna cară o parte dintre CD-urile ei, mama sa îi dă o băutură. După ce a băut răcoritoarea, Jenna începe să se simtă amețită, iar mama sa îi spune: "Este pentru binele tău", în timp ce ea cade leșinată în pat. Când se trezește, inelul din nas a fost scos, tatuajele de pe corpul său au fost șterse, iar părul vopsit în diferite șuvițe colorate are acum culoarea inițială. Hainele rebele și CD-urile i-au fost luate, la fel ca și cerceii sorei sale, Julie. După ce protestează în fața părinților, ea întâlnește un bărbat, pe nume Cliff Brooks. Acesta îi explică cât de multe a sacrificat familia ei pentru a le aduce în comunitate din Evergreen.
Mai târziu, ea vorbește cu un băiat în pădure, numit Logan. El îi spune că ceva asemănător a pățit și el atunci când a ajuns în Evergreen cu familia sa. Ei stabilesc să se întâlnească pe furiș în timpul picnicului oficial. Atunci când el nu mai apare, Jenna intră la idei. Ea se duce spre casa lui și-l vede pe Logan cum este urcat cu forța într-o dubă pe care scrie "ARCADIA" .
Dl. Brooks vorbește cu Jenna care îi pune multe întrebări despre Logan. El îi spune că Logan a înjunghiat și a bătut un paznic. Ea încearcă să fugă neavând intenția să respecte legile comunității. Cu toate acestea Jenna are îndoieli serioase cu privire la "Școala Militară Arcadia" (locul unde sunt duși adolescenții extrem de rebeli) cât și despre comunitate. Ea începe să cerceteze ce se ascunde în spatele numelui de Arcadia și îi dezvăluie sorei sale suspiciunile ei.
Într-o noapte, Jenna vede cum are loc procesul lui Logan și observă cum Logan este băgat într-o dubă. Ea urmărește duba dar este observată și încearcă să fugă. Înainte de a pleca, Jenna îi spune sorei sale să le spună părinților că ea a fugit în jos, spre râpă, dar să o întâlnească în parc, astfel încât cele două surori să poată scăpa. În parc însă Julie apare - cu poliția și cu părinții lor. În timp ce Jenna este luată, Julie îi explică cu lacrimi că ea "ar putea strica totul" așa cum a mai făcut-o și "înainte". Apoi este arătat ce scrie pe dubă: "Compania de Îngrășăminte Arcadia. Specialiști în reciclarea deșeurilor" și Jenna își dă seama că copiii trimiși la Arcadia sunt uciși și transformați în îngrășământ.
A doua zi, familia ei plantează un copac în curtea din fața casei folosind un îngrășământ roșu la fel ca orice altă familie al cărei copil a fost trimis la Arcadia. Este explicat faptul că arborele fertilizat "este ca o amintire a faptului că există ceva bun în fiecare dintre noi". În timp ce întreaga familie zâmbește unul la altul, mândri de fapta lor îngrozitoare, camera de filmat se întoarce înapoi spre Forrest Whittaker.

## Concluzie
„Cei din Winslow au căpătat în sfârșit control asupra familiei lor, dar asta i-a costat una din fiicele lor: o afacere aranjată doar în Zona Crepusculară. ”

## Legături externe
- "Evergreen" la TV.com
- „Evergreen” la Internet Movie Database
- Evergreen la CineMagia